# Apaocá
Apaocá (em iorubá: Apáòká)  é uma árvore africana que por não ter sido trazida para o Brasil na época da escravidão foi substituída no culto aos orixás por uma árvore também de grande porte: a jaqueira. Apáòká, mogno africano, chegou ao Brasil nos anos 1980 através de Ítalo Cláudio Falesi, um pesquisador da Embrapa. Foi ele quem plantou as primeiras cinco mudas, mas foi o proprietário rural Hiroshi Okajima quem iniciou o primeiro plantio comercial dessa árvore. Norton Amador Costa, ex-pesquisador da Embrapa Amazônia Oriental, estimulou a pesquisa e o desenvolvimento do mogno africano, fazendo com que esta árvore sagrada para o povo que cultua orixá se tornasse uma das principais madeiras nobres cultivadas.